# Ái Huy
Ái Huy (chữ Hán giản thể: 爱辉区, âm Hán Việt: Ái Huy khu; tên cũ chữ Hán là 瑷珲 Ái Hồn) là một quận thuộc địa cấp thị Hắc Hà, tỉnh Hắc Long Giang, Cộng hòa Nhân dân Trung Hoa. Trong tiếng Mãn có nghĩa là Khả Úy. Quận Ái Huy có diện tích 1443 km², dân số 190.000 người. Mã số bưu chính của huyện Ái Huy là 164300. Quận Ái Huy được chia thành 4 nhai đạo, 3 trấn, 6 hương, 3 hương dân tộc. 
- Nhai đạo biện sự xứ: Hải Lan, Hoa Viên, Hưng An, Tây Hưng.
- Trấn: Ái Huy, Tây Cương Tử, Hãn Đạt Khí.
- Hương: Hạnh Phúc, Trương Địa Doanh Tử, Nhị Trạm, Bắc Sư Hà, Thượng Mã Hán, Tây Phong Sơn.
- Hương dân tộc Nhạc Luân Xuân Tân Sinh, hương dân tộc Dại Oát Nhĩ Khôn Hà.